# جلیکا کومننوویچ
جلیکا کومننوویچ (انگلیسی: Jelica Komnenović؛ زادهٔ ۲۰ آوریل ۱۹۶۰) بازیکن بسکتبال اهل یوگسلاوی است.
وی در مسابقات کشوری و بین‌المللی در مجموع برندهٔ ۱ مدال طلا، ۱ مدال نقره، ۳ مدال برنز شده‌است.